# 陣幕徳太郎
陣幕 徳太郎（じんまく とくたろう、1874年（明治7年） - 1937年（昭和12年）11月15日）は福岡県怡土郡雷山村（現・糸島市）出身の大相撲力士。本名は村里（村尾説あり）徳太郎。大阪相撲で活躍し最高位は大関。

## 略歴
湊に入門し、荒木山 徳蔵の名で1894年（明治27年）4月四段目が初見。1895年（明治28年）10月雷山 徳太郎と改名。1903年（明治36年）1月入幕。171cm108kgの体格で左四つ寄り、上手投げを得意とし食い下がって粘る取り口も見せた。
1906年（明治39年）2月小結、1907年（明治40年）1月関脇に昇進。1908年（明治41年）1月二枚鑑札で11代陣幕 徳太郎を襲名、この場所8勝1敗と優勝相当成績を上げ気を吐いた。関脇小結を連続14場所努めて1913年（大正2年）5月大関となるが直前の5場所は1,2点の勝ち越しに留まっており功労的な昇進だった。
大関4場所で1915年（大正4年）1月限り引退し頭取専務となるが1917年（大正6年）1月限りで廃業。その後福岡に戻り一方亭という料亭の女将と結婚し当地で過ごした。1937年（昭和12年）11月15日数え64歳で死去。博多区住吉の妙円寺に墓所がある。
入幕直後だった1904年（明治37年）11月に行われた東京との合併相撲では横綱常陸山を堂々と寄り切る殊勲を上げた。
幕内24場所　98勝61敗13分6預